# Ronde van Frankrijk 2024/Zeventiende etappe
De zeventiende etappe van de Ronde van Frankrijk 2024 was een heuvelrit met een lengte van 177,8 kilometer. De etappe werd verreden op 17 juli met start in Saint-Paul-Trois-Châteaux en eindigde in SuperDévoluy.

## Parcours
Ruim 120 kilometer op licht oplopende wegen, met een tussensprint na 115 kilometer. Daarna was het de beurt aan renners met goede klimmersbenen. De Col du Noyer met (7,5 kilometer aan 8,4%) van 1e categorie, met de top op 11 kilometer van de streep, was de zwaarste helling van deze etappe. Op het einde was er nog de korte klim richting SuperDévoluy met 3,8 kilometer aan 5,9%.

## Verloop
Regerend olympisch kampioen Richard Carapaz won de 17e etappe in deze Ronde van Frankrijk. De 31-jarige Ecuadoraan reed op de voorlaatste klim weg, uit een kopgroep van 48 renners, samen met Simon Yates. Het was Carapaz die op de Col du Noyer de beslissende aanval inzette. De Ecuadoraan won voor het eerst in zijn carrière een rit in de Tour.  De Brit Simon Yates werd tweede op 37 seconden van de winnaar. Na drie ritten in de Giro en drie in de Vuelta is Carapaz nu lid van de club van renners die in de drie grote ronden een rit heeft gewonnen.
Op de slotklim ging Remco Evenepoel, de nummer drie in het algemeen klassement, in de aanval. Hij reed weg van geletruidrager Tadej Pogačar en nummer twee Jonas Vingegaard. Hij pakte een tijdwinst van twaalf seconden op Vingegaard.
| Saint-Paul-Trois-Châteaux – SuperDévoluy (177,8 km) |                     |                           |          |
| Plaats                                              | Naam                | Ploeg                     | Tijd     |
| 1                                                   | Richard Carapaz     | EF Education-EasyPost     | 4u06'13" |
| 2                                                   | Simon Yates         | Team Jayco AlUla          | + 37"    |
| 3                                                   | Enric Mas           | Movistar Team             | + 57"    |
| 4                                                   | Laurens De Plus     | INEOS Grenadiers          | + 1'44"  |
| 5                                                   | Oscar Onley         | Team dsm-firmenich PostNL | z.t.     |
| 6                                                   | Guillaume Martin    | Cofidis                   | + 2'36"  |
| 7                                                   | Magnus Cort Nielsen | Uno-X Mobility            | + 2'38"  |
| 8                                                   | Wout Poels          | Bahrain-Victorious        | + 2'39"  |
| 9                                                   | Jordan Jegat        | TotalEnergies             | z.t.     |
| 10                                                  | Alex Aranburu       | Movistar Team             | z.t.     |

 –  Romain Grégoire was de strijdlustigste renner van de zeventiende etappe.

## Klassementen

### Algemeen klassement
| Algemeen klassement (gele trui) |                   |                         |           |
| Plaats                          | Naam              | Ploeg                   | Tijd      |
| Gele trui                       | Tadej Pogačar     | UAE Team Emirates       | 70u21'27" |
| 2                               | Jonas Vingegaard  | Team Visma-Lease a Bike | + 3'11"   |
| 3                               | Remco Evenepoel   | Soudal Quick-Step       | + 5'09"   |
| 4                               | João Almeida      | UAE Team Emirates       | + 12'57"  |
| 5                               | Mikel Landa       | Soudal Quick-Step       | + 13'24"  |
| 6                               | Carlos Rodríguez  | INEOS Grenadiers        | + 13'30"  |
| 7                               | Adam Yates        | UAE Team Emirates       | + 15'41"  |
| 8                               | Giulio Ciccone    | Lidl-Trek               | + 17'51"  |
| 9                               | Derek Gee         | Israel-Premier Tech     | + 18'15"  |
| 10                              | Santiago Buitrago | Bahrain-Victorious      | + 18'15"  |

### Puntenklassement
| Puntenklassement (groene trui) |                  |                    |        |
| Plaats                         | Naam             | Ploeg              | Punten |
| Groene trui                    | Biniam Girmay    | Intermarché-Wanty  | 387    |
| 2                              | Jasper Philipsen | Alpecin-Deceuninck | 354    |
| 3                              | Bryan Coquard    | Cofidis            | 188    |
| 4                              | Anthony Turgis   | TotalEnergies      | 163    |
| 5                              | Arnaud De Lie    | Lotto Dstny        | 161    |

### Bergklassement
| Bergklassement (bolletjestrui) |                  |                         |        |
| Plaats                         | Naam             | Ploeg                   | Punten |
| Bolletjestrui                  | Tadej Pogačar    | UAE Team Emirates       | 77     |
| 2                              | Jonas Vingegaard | Team Visma-Lease a Bike | 58     |
| 3                              | Remco Evenepoel  | Soudal Quick-Step       | 42     |
| 4                              | Jonas Abrahamsen | Uno-X Mobility          | 36     |
| 5                              | Oier Lazkano     | Movistar Team           | 35     |

### Jongerenklassement
| Jongerenklassement (witte trui) |                   |                         |           |
| Plaats                          | Naam              | Ploeg                   | Tijd      |
| Witte trui                      | Remco Evenepoel   | Soudal Quick-Step       | 70u26'36" |
| 2                               | Carlos Rodríguez  | INEOS Grenadiers        | + 8'21"   |
| 3                               | Santiago Buitrago | Bahrain Victorious      | + 13'26"  |
| 4                               | Matteo Jorgenson  | Team Visma-Lease a Bike | + 17'09"  |
| 5                               | Ben Healy         | EF Education-EasyPost   | + 34'24"  |

### Ploegenklassement
| Ploegenklassement |                         |            |
| Plaats            | Ploeg                   | Tijd       |
|                   | UAE Team Emirates       | 211u29'24" |
| 2                 | Team Visma-Lease a Bike | + 54'18"   |
| 3                 | Soudal Quick-Step       | + 59'21"   |
| 4                 | INEOS Grenadiers        | + 1u16'27" |
| 5                 | Lidl-Trek               | + 1u55'24" |

## Uitvallers
- Phil Bauhaus (Bahrain-Victorious): Niet gestart doordat er geen vlakke ritten meer zijn.
- Elmar Reinders (Team Jayco AlUla): Niet gestart wegens privé-omstandigheden.[1]
- Aleksej Loetsenko (Astana Qazaqstan): Opgave door knieblessure.
- Fernando Gaviria (Movistar Team): Opgave uit voorzorg voor de Olympische Spelen.
- Sam Bennett (Decathlon-AG2R La Mondiale): Opgave door vermoeidheid.

1e etappe ·
2e etappe ·
3e etappe ·
4e etappe ·
5e etappe ·
6e etappe ·
7e etappe ·
8e etappe ·
9e etappe ·
10e etappe ·
11e etappe ·
12e etappe ·
13e etappe ·
14e etappe ·
15e etappe ·
16e etappe ·
17e etappe ·
18e etappe ·
19e etappe ·
20e etappe ·
21e etappe
Startlijst · Eindstanden · Afbeeldingen